# Edna (Texas)
Pour les articles homonymes, voir Edna.
La ville d’Edna est le siège du comté de Jackson, dans l’État du Texas, aux États-Unis. Sa population s’élevait à 5 499 habitants lors du recensement de 2010, estimée à 5 817 habitants en 2016.

## Personnalité liée à la ville
- Candy Barr

Stone Cold Steve Austin

## Source
- (en) Cet article est partiellement ou en totalité issu de l’article de Wikipédia en anglais intitulé « Edna, Texas » (voir la liste des auteurs).

1. ↑  « Population and Housing Unit Estimates » (consulté le 9 juin 2017)